# Paul-Willem Segers

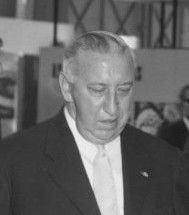
P. W. Segers in 1959

Paul-Willem Segers (Antwerpen, 21 december 1900 – aldaar 5 februari 1983), meest bekend als P.W. Segers, was een Belgisch politicus. Hij was onder meer minister voor de CVP. Hij was ook een van de vooraanstaande leiders van de christelijke arbeidersbeweging in België.

## Levensloop
Paul-Willem Segers was de zoon van een schilder-decorateur en behoorde tot een bescheiden middenstandsfamilie. Over zijn jeugdjaren is weinig geweten. Zijn studies aan de stedelijke normaalschool moest hij wegens ziekte afbreken.
Het eerste contact met de christelijke arbeidersbeweging dateert van 1920 of 1921. Hij was toen werkzaam als bediende op de hypotheekbewaring van Registratie en Domeinen en nadien op het Antwerpse stadhuis, een loopbaan die onderbroken werd door zijn dienstplicht. Tijdens zijn legerdienst, die hij uitoefende van 1921 tot 1922, speelde hij, als vrijwilliger, een bescheiden rol als verantwoordelijke voor de documentatiedienst van het Verbond van Christelijke Vakverenigingen in de Nationalestraat in Antwerpen.
In 1924 trad hij in het huwelijk met Jeanne De Kort. Het gezin kreeg vier kinderen: Jozef (1925), Hubert (1927), Paula (1929) en Elza (1931). Jozef werd parachutist, officier en eindigde zijn loopbaan als generaal en stafchef van de Belgische landmacht.
Segers begon opnieuw aan studies, in de pas opgerichte Centrale Hogeschool voor Christelijke Arbeiders in Heverlee. Hij behoorde er tot de eerste lichting, met onder meer August Cool en behaalde in 1924 het diploma van maatschappelijk assistent. Hij studeerde verder en behaalde in 1926 het licentiaat in de sociale en politieke wetenschappen aan de KU Leuven.
Hij werd een vertrouwensman van de algemene proost van de christelijke arbeidersbeweging, Louis Colens. Van 1922 tot 1927 was hij secretaris en afgevaardigd bestuurder van de Sociale Hogeschool en in mei 1927 werd hij de eerste voltijdse algemeen secretaris van het ACW, een functie die hij tot in 1946 uitoefende. In deze koepelorganisatie werd hij in het bijzonder belast met de uitbouw van de coöperatieve werken en de oprichting en begeleiding van ACW-verbonden volgens de door de nationale leiding vooropgestelde formule. In enkele coöperatieve bedrijven zou hij beheersfuncties, onder meer beheerder en voorzitter BAC, voorzitter LVCC, uitoefenen. In 1935 werd hij voorzitter van het Landelijk Verbond der Christelijke Coöperaties (LVCC). Na het overlijden van Louis Colens in 1936, werd Segers, samen met zijn Franstalige collega-secretaris Oscar Behogne, het boegbeeld van het ACW. 
Hij werd een veel gevraagd spreker op Sociale Weken, op Rerum Novarum-vieringen en op tal van plaatselijke manifestaties. Verder nam hij ambtshalve zitting in verscheidene verenigingen of instellingen, zoals de Katholieke Arbeiders Internationale, of vertegenwoordigde hij zijn organisatie in officiële commissies en parastatale instellingen, zoals de NMBS.
Tijdens het eerste bezettingsjaar steunde Segers diverse initiatieven tot reorganisatie van het Belgische maatschappelijke leven, bijvoorbeeld de oprichting van de corporatistische Syndicale Unie der Belgische Arbeiders (SUBA). Bovendien beïnvloedde hij sterk de toetreding van de Vlaamse ACV-centrales tot de Unie van Hand- en Geestesarbeiders (UHGA) in november 1940. Dit bleef niet duren en weldra trok de christelijke arbeidersbeweging zich uit deze collaboratieorganismen terug. Aan Segers en August Cool werd door de Duitsers verbod opgelegd zich nog met sociale zaken te bemoeien.
Onder zijn impuls werd op 9 januari 1941 de Centrale voor Volksontwikkeling omgevormd tot Katholieke Werkliedenbond (KWB). Hoewel hij op 3 augustus 1941 op bevel van de bezetter ontslag moest nemen uit het ACW, werd hij in 1942 voorzitter van het Centrum voor Sociaal-Economische Studies, waarbinnen men de oprichting van een naoorlogse unitaire katholieke partij en de toekomst van het ACW voorbereidde. Om dit motief werd hij na de oorlog erkend als burgerlijk weerstander.
Na de oorlog werd Segers door de Waalse vleugel van het ACW van collaboratie beschuldigd, met als gevolg dat het voorzitterschap werd gesplitst. In 1945 was hij een van de stichters van de CVP en van de oprichting van de partij tot zijn benoeming tot minister in 1949 was hij Vlaams vleugelvoorzitter, net zoals hij van 1946 tot 1951 voorzitter was van de Vlaamse vleugel van het ACW, waarvan hij een eminent vertegenwoordiger op het nationale politiek en sociaal-economisch vlak werd.
Hij werd verder onder meer voorzitter van De Volksverzekering en van de BAC - Centrale Depositokas.

## Politiek
In de jaren 1930 was Segers een invloedrijk vertegenwoordiger van de democratische vleugel binnen de Katholieke Partij. Zijn invloed reikte veel verder dan zijn aanvankelijk bescheiden politieke mandaten konden laten vermoeden.
Zijn eerste politiek mandaat was dat van gemeenteraadslid van Antwerpen, een mandaat dat hij uitoefende van 1933 tot 1952. In 1939 werd hij schepen voor Maatschappelijke Werken. Tijdens de oorlog vervulde hij een schepenambt in het door de bezetter gecreëerde Groot-Antwerpen. Hiervoor moest hij zich na de oorlog verantwoorden. De Waalse vleugel van de christelijke arbeidersbeweging beschuldigde hem zelfs van collaboratie, maar zoals zijn collega Leo Delwaide kon hij zich hiervan vrijpleiten. In 1946 werd hij opnieuw schepen in de Scheldestad, ditmaal voor de Haven, wat hij bleef tot in 1949. Eveneens na de oorlog was hij korte tijd voorzitter van de CVP van het arrondissement Antwerpen.
Van 1949 tot 1971 zetelde Segers als gecoöpteerd senator in de Senaat.
Segers was meer dan twintig jaar, met een paar onderbrekingen, minister in Belgische regeringen. Van augustus 1949 tot april 1954 was hij minister van Verkeerswezen in de Regering-G. Eyskens I, de Regering-Duvieusart, de Regering-Pholien en de Regering-Van Houtte. Hij oefende deze functie van juni 1958 tot september 1960 opnieuw uit in de Regering-G. Eyskens II en de Regering-G. Eyskens III. Daarna was hij in die laatste regering van september 1960 tot april 1961 minister van Verkeerswezen en Sociale Coördinatie. Vervolgens was hij van april 1961 tot mei 1965 minister van Landsverdediging in de Regering-Lefèvre, van juli 1965 tot februari 1966 vicepremier belast met de Coördinatie van het Sociaal Beleid in de Regering-Harmel en van juni 1968 tot januari 1972 opnieuw minister van Landsverdediging in de Regering-G. Eyskens IV.
Hij werd op 12 juli 1966 tot minister van Staat benoemd. Hij vervulde een formatieopdracht in 1966 en een informatieopdracht in 1968. In de periode 1962-1963 maakte hij deel uit van de Werkgroep inzake de grondwetsvernieuwing.
De invloed van Segers als 'éminence grise' binnen de Belgische politiek was aanzienlijk. Toen dit op zijn einde liep, zette hij er een orgelpunt achter door de befaamde Flandriaboottocht op de Schelde op 3 oktober 1981, waarop hij bevriende prominenten uit de politieke, militaire, administratieve en academische wereld uitnodigde voor een
verjaardagsfeest. Het werd een reünie van al wie zich inzette voor de stabiliteit van het koninkrijk.

## Vlaamse Beweging
Segers was een overtuigd voorstander van de Belgische eenheid. Dit verhinderde hem niet om zich om de politieke evoluties op Vlaams niveau te bekommeren. Het ACW was een motor voor het vervlaamsingsproces binnen de katholieke partij en voor de goedkeuring van de taalwetgeving in het begin van de jaren dertig. Segers zette stappen tot samenwerking met de Vlaams-nationalisten en behoorde tot de initiatiefnemers binnen de Katholieke Vlaamsche Volkspartij van het Beginselakkoord met het VNV, ook al was hij als leider van het ACW bekommerd om de concurrentie van de corporatistische syndicaten en ondertekende hij uiteindelijk dit akkoord niet.
In zijn hoedanigheid als Vlaams vleugelvoorzitter van de CVP nam hij initiatief om hoge ambtenaren die tijdens de oorlog een rol hadden gespeeld en hiervoor (lichtjes) waren veroordeeld, op CVP-lijsten op te nemen. Aldus werden Emiel De Winter, Joseph Custers en Victor Leemans tot senator verkozen. Hiermee hoopte hij de opkomst van een nieuwe Vlaams-nationalistische partij te kunnen verhinderen.
In 1949 was Segers de eerste Belgische minister die de IJzerbedevaart bijwoonde en er, namens de regering, een krans neerlegde.

## Publicaties
- Schetsen en portretten, 1973.
- Oud papier, Brussel, 1974. Informele memoires.